# مايك كلارك (لاعب كرة قدم أمريكية أمريكي)
مايك كلارك (بالإنجليزية: Mike Clark)‏ هو لاعب كرة قدم أمريكية أمريكي، ولد في 7 نوفمبر 1940 في مارشال في الولايات المتحدة، وتوفي في 24 يوليو 2002 في دالاس في الولايات المتحدة بسبب نوبة قلبية.

## وصلات خارجية
- مايك كلارك على موقع مرجع كرة القدم المحترفة.كوم (الإنجليزية)